# Aeroportul Internațional Huntsville
Aeroportul Internațional Huntsville (IATA: HSV, ICAO: KHSV, FAA LID: HSV) este un aeroport din Huntsville, Alabama, Comitatul Madison, Alabama, Alabama, Statele Unite ale Americii ce deservește zona Huntsville. Aeroportul a fost tranzitat în 2022 de 1.201.105 pasageri. A fost deschis în octombrie 1967 și numit după zona deservită.
Situat la o altitudine de 192 m, aeroportul dispune de 2 piste.

## Infrastructură

### Piste
Aeroportul dispune de 2 piste. Pista 18R/36L are suprafața de asfalt și dimensiunile 12.600 picioare × 150 picioare. Pista 18L/36R are suprafața de asfalt și dimensiunile 10.006 picioare × 150 picioare. 